# José Miguel López Hurtado
José Miguel López Hurtado OFM (* 27. November 1918 in Guapi, Kolumbien; † 8. August 2009) war Apostolischer Präfekt in Guapi.

## Leben
José Miguel López Hurtado trat in die Ordensgemeinschaft der Franziskaner und legte am 8. Dezember 1938 die zeitliche Profess ab. Am 8. Dezember 1941 legte er die ewige Profess ab. López Hurtado empfing am 16. März 1946 durch den Weihbischof in Bogotá, Emilio de Brigard Ortiz, das Sakrament der Priesterweihe. 
Papst Paul VI. ernannte den Franziskanerpater José Miguel López Hurtado am 28. November 1969 zum zweiten Präfekten in Guapi im kolumbianischen Departement Cauca, einer Präfektur die am 5. April 1954 errichtet wurde. Seinem Rücktrittsgesuch wurde 1982 durch Papst Johannes Paul II. stattgegeben.